# الأبرشية الرومانية الكاثوليكية في الخرطوم

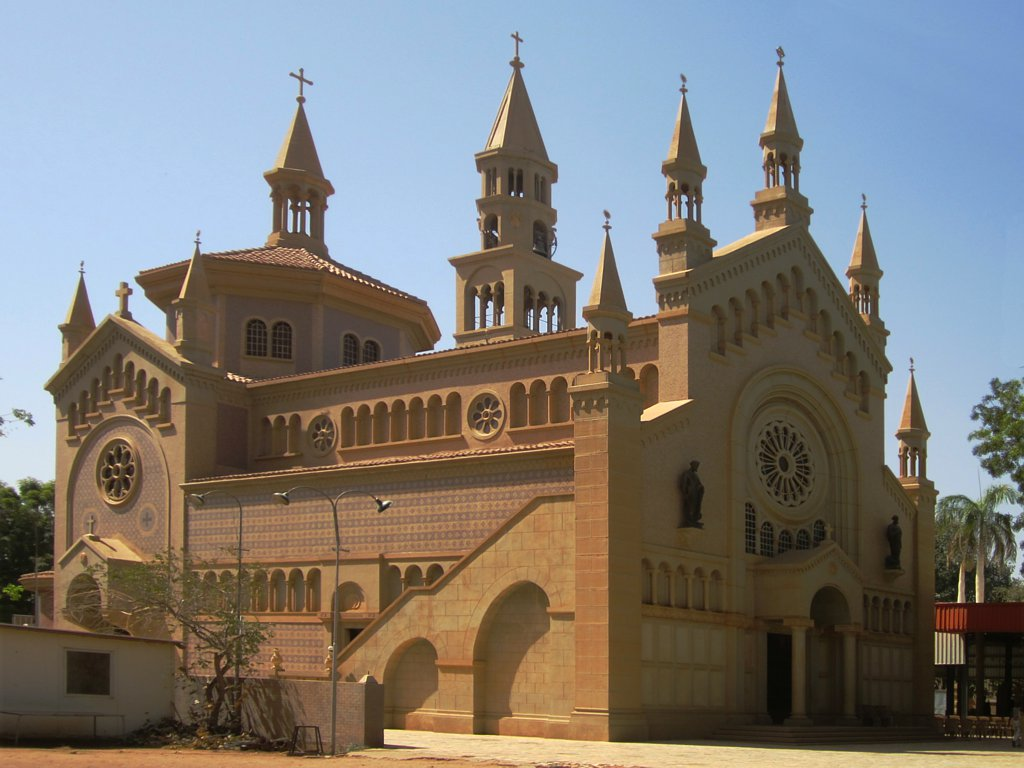
كاتدرائية سانت ماثيوز

الأبرشية الرومانية الكاثوليكية في الخرطوم (باللاتينية: Khartumen(sis))‏، هو كرسي أساقفة متروبوليتان لاتينية مع النظر في العاصمة الوطنية الخرطوم التي تغطي مقاطعتها الكنسية، بما في ذلك حق الاقتراع الاسقف عبيد، السودان.

## التاريخ
في 3 أبريل 1846 أسسها البابا غريغوريوس السادس عشر كنائب رسولي لأفريقيا الوسطى ، على مساحة شاسعة انفصلت عن النيابة الرسولية في مصر والجزيرة العربية (تنقسم الآن إلى النيابة الرسولية بالإسكندرية) في مصر. على الرغم من أن مقرها كان في البداية في مصر، إلا أنها غطت فقط جزءًا من مصر جنوب أسوان، حيث كان السكان في المقام الأول نوبيين، والسودان الأنجلو-مصري وكذلك المستعمرات الفرنسية تشاد والنيجر. كما تضمنت أجزاء من أداماوا وسوكوتو على بحيرة تشاد ومحمية نهر النيل في أوغندا. في عام 1851 تولى الإمبراطور فرانسيس جوزيف الأول من النمسا (ملكية كاثوليكية بدون مصالح استعمارية في الخارج) المهمة تحت حمايته.
كانت تعرف أيضًا باسم النيابة الرسولية في السودان ((باللاتينية: Vicariatus Apostolicus Africae Centralis)‏)، أو بالوكالة الرسولية الكاملة للسودان أو وسط إفريقيا ، بحلول أوائل القرن العشرين. فقدت أراضيها في 1880.09.27 لتأسيس النيابة الرسولية تنجانيقا ومرة أخرى في 27 أكتوبر 1880 لتأسيس النيابة الرسولية نيانزا (الآن أبرشية كمبالا)، في أوغندا.
من عام 1883 إلى عام 1898، تم إغلاق السودان (ثم مقاطعة مصرية) بسبب تمرد المهدي محمد أحمد وخليفته عبد الله بن محمد، واضطر المبشرون إلى العمل خارج دائرة اختصاصهم في مصر. في 2 سبتمبر 1898، أكمل الجيش الأنجلو المصري، الذي بدأ في عام 1896 عمليات استعادة المقاطعات المفقودة، الإطاحة بالخليفة، على الرغم من أنه لم يقتل حتى نوفمبر من العام التالي. لقد عانت البلاد طويلاً من آثار القمع «المهدي» (الدراويش)، حيث تم إخلاء سكانها إلى حد كبير، وخرجت مساحات واسعة من الزراعة وتم التخلي عن التجارة.
في عام 1899، تم استئناف عمل البعثة في السودان. التجمعين الدينيين، أبناء القلب المقدس وأمهات نيغريتيا المتدينين، قدموا المبشرين والأخوات إلى النيابة ، والورقتين الدوريتين La Nigrizia (The Africaness ، في فيرونا، إيطاليا) و Stern der Neger (`` نجمة الأفارقة، في بريكسن، ثم النمسا الإمبراطورية) يطبعون مقالات حول هذه المهمة. عدد السكان غير مؤكد، ربما حوالي ثمانية ملايين. اقتصر العمل التبشيري على الجزء الجنوبي والحيوي من السودان الأنجلو-مصري (في جنوب السودان الآن بشكل أساسي) مع الشلوك والدينكا ونوير وجور وقولو ونيام نيام وغيرها من القبائل النيلية. في الجزء الشمالي المسلمين. كان هناك بعض المهاجرين الأوروبيين والشرقيين الكاثوليك.
في أوائل القرن العشرين، تضمن: - المحطات في أسوان (الآن في مصر)، أم درمان، الخرطوم (المحطة المركزية)؛ لول وأتيجو (النيل الأبيض)؛ واو، كايانغو و «كليفلاند» (بحر الغزال)؛ أوماك وجولو (أوغندا)؛ بالإضافة إلى خمسة وعشرين منطقة قدمت excurrendo.
العضوية في عهد المبشر فرنسيس كزافييه جير كانت كاثوليكية، 3000 ؛ الكاتيكومينز (اعتناق المسيحية تحت التعليمات من قبل المعمودية)، 1030 ؛ الكهنة 35 ؛ الإخوة، 28 ؛ شقيقات 45.
في 30 مايو 1913، أعيدت تسميتها بالوكالة التبشيرية للخرطوم بعد رؤيتها، للعاصمة السودانية الحالية، حيث تم تقسيم أراضيها الجنوبية لتأسيس المقاطعة الرسولية بحر الغزال، والتي أصبحت الآن أبرشية وأو، إلى حد ما تقريب الانقسام بين السودان وجنوب السودان. ومع ذلك استمرت في تغطية النيجر وتشاد وتمتد إلى نيجيريا والكاميرون الحديثة.
في 28 أبريل 1914 تشكلت ولاية أداماوا الرسولية (الآن اسمها: أبرشية نكونجسامبا)، وأخذت الأراضي من النيابة الرسولية في الخرطوم.
خسرت الأراضي مرة أخرى لإنشاء الولايات القضائية التبشيرية لتصبح أبرشيات الحالية:
- في 1933.01.10 بعثة Sui من Kodok (اليوم أبرشية ملكال، الآن في جنوب السودان)
- في 1942.04.28 ولاية نيامي الرسولية (في المستعمرة الفرنسية النيجر، وهي الآن أبرشية العاصمة الرومانية الكاثوليكية نيامي،)
- في 1947.01.09 المحافظة الرسولية في فورت لامي (في المستعمرة الفرنسية تشاد، الآن أبرشية العاصمة الرومانية الكاثوليكية في نجامينا)
- في 1960.05.10 النيابة الرسولية للأبيض (الآن أبرشيتها الكاثوليكية الرومانية اللاحقة للعبيد في السودان).

في 12 ديسمبر 1974 تم الترفيع والترقية لها كأبرشية متروبوليتان في الخرطوم .
في فبراير 1993 تمت زيارتها من قبل البابا يوحنا بولس الثاني.

## كنائس خاصة
الكاتدرائية لرؤية رئيس الأساقفة هي كاتدرائية سانت ماثيو، الخرطوم.

## الأساقفة
(كل الكنيسة اللاتينية)

### المخطوطات الأسقفية
نواب رسوليون من وسط أفريقيا
- أنيتو كاسولاني (1846.04.03 - متقاعد 1847.05.02)، الأسقف الفخري لموريكاستروم (1846.04.03 - وفاة 1866.08.01)
- دانييل كومبوني، مرسلي كومبوني في قلب يسوع (FCCI) (1872 - 1881.10.10)، أسقف كلوديوبوليس (1877.07.02 - وفاة 1881.10.10)، مؤسس سابق لأبناء قلب يسوع المقدس (آباء كومبوني) (1867.06.01)
- فرانشيسكو Sogaro (1882/10/04 - استقال 1895)، فخري أسقف Trapezopolis (1885/7/10 - 1894/8/18)، وروجت فخري رئيس الأساقفة من أميدا (1894/8/18 - 1912/2/6)، في وقت لاحق رئيس البابوي الأكاديمية الكنسية (1903 حتي 1912,02 0.06)
- أنطونيو ماريا Roveggio ، الداعية إلى الاستقلال (1895/02/08 - 1902/05/02 الموت)، فخري أسقف أماستريس (1895/02/08 - 1902/05/02)
- فرانز كزافييه جير، MCCI (1903.08.06 - 1913.05.30 انظر أدناه)، أسقف Trocmades الفخري (1903.08.06 - وفاة 1943.04.02)

نواب الخرطوم الرسوليون
- فرانز كزافييه جير، FCCI (انظر أعلاه 1913.05.30 - المتقاعد مايو 1922)
- باولو ترانكويلو سيلفستري، FCCI (1924.10.29 - متقاعد يوليو 1929)، الأسقف الفخري لأريحا (1924.11.05 - وفاة 1949.01.22)
- فرانشيسكو سافيريو بيني، FCCI (1930.11.20 - متقاعد 1952)، أسقف فاليس الفخري (1930.11.20 - وفاة 1953.05.11)
- أغوستينو باروني، FCCI (1953.06.29 - 1974.12.12 'انظر أدناه )، الأسقف الفخري للباليسيوم (1953.06.29 - 1974.12.12)

رؤساء أساقفة الخرطوم
- رئيس الأساقفة أغوستينو الباروني، MCCI (انظر أعلاه 1974/12/12 - 1981/10/10 متقاعد)، أيضا المدير الرسولي من رمبيك (الآن في جنوب السودان) (1982 - 1983)
- الكاردينال جبرائيل زبير واكو (منذ 1981.10.10 - 2016.12.10)، خلفا لرئيس أساقفة الخرطوم السابق (1979.10.30 - 1981.10.10)؛ سابقا الرسولية مدير فوق رمبيك (الآن في جنوب السودان) (1974 - 1976)، أسقف واو (الآن في جنوب السودان) (1974/12/12 - 1979/10/30)؛ وأيضا رئيس مؤتمر أساقفة السودان (1978 - 1989، 1993 - 1999، 2012.01.01 - ...)، أنشأ الكاردينال كاهن S. Atanasio a Via Tiburtina (2003.10.21 [2003.12.14] -. . .)
  - تم تسمية المطران مايكل ديدي أدجوم مانجوريا من أبرشية الأبيض الكاثوليكي للأبيض، في الأبيض، السودان، مساعد رئيس الأساقفة للكردينال واكو من أبرشية الروم الكاثوليك بالخرطوم من قبل البابا فرنسيس يوم السبت 15 أغسطس 2015 [1] ؟ وقد خلف لاحقًا واكو كرئيس أساقفة الخرطوم في 10 ديسمبر 2016.[2]
- نجح المطران مايكل ديدي أدجوم مانجوريا في رؤية ذلك، 10 ديسمبر 2016، كما هو موضح أعلاه مباشرة.

### الأساقفة Coadjutor
- مايكل ديدي أدجوم مانجوريا (2015-2016)
- غابرييل زبير واكو (1979-1981)؛ الكاردينال المستقبل

### الأسقف المساعد
- دانيال ماركو كور أدوك (1992-)

### كاهن آخر من هذه الأبرشية الذي أصبح الأسقف
- عين مايكل ديدي أدجوم مانجوريا أسقف مساعد العبيد عام 2010 ؛ عاد فيما بعد إلى هنا باسم Coadjutor

## المحافظة
تضم مقاطعتها الكنسية أبرشية متروبوليتان الخاصة وبقية حق الاقتراع:
- أبرشية الروم الكاثوليك بالأبيض